# Lille
För andra betydelser, se Lille (olika betydelser)
Lille (fil) (nederländska: Rijsel) är en stad och kommun i norra Frankrike. Den är huvudstad i departementet Nord och regionen Hauts-de-France, och har 231 491 invånare (2013). Den är belägen nära gränsen till Belgien och bildar där ett storstadsområde med nästan 1,2 miljoner invånare, tillsammans med bland annat städerna Roubaix och Tourcoing. Det fulla storstadsområdet, inklusive de delar som ligger på den belgiska sidan, runt Kortrijk (Courtrai), har ungefär 1,5 miljoner invånare.
Lille var tidigare en huvudort i Flandern, men tillföll Frankrike på 1700-talet. Lille har ett stort universitet överfört från Douai 1808 och ett av de viktigaste konstmuseerna i Europa med flamländska, nederländska, franska och spanska konstverk. Lille har ett stort antal studenter; beroende på källa är antalet från 90 000 till 150 000.
Lille har goda järnvägs- och vägförbindelser till både Paris och utlandet, bland annat snabbtågsförbindelse till Paris på 1 timme, till London på cirka 1 timme och 20 minuter samt till Bryssel på 35 minuter.
Lille var tillsammans med den italienska staden Genua kulturhuvudstad i Europa under 2004.

## Historia
Lille hette ursprungligen L'Isle (Ön) och bestod av en borg på halvön mellan Deûle och Lys, byggd av Balduin I av Flandern på 800-talet. I skriftliga handlingar omtalas Lille första gången 1054. När Flandern tillföll Burgund 1384 blev Lille ett av de burgundiska hertigarnas främsta residens. 1667 erövrades Lille av Frankrike.
Universitetet i Lille grundades 1530.
Staden har sedan gammalt varit befäst, under 1800-talet försågs Lille med en gördelfästning med över 20 fort och batterier. Då under första världskriget tyskarna närmade sig fästningen 11 oktober 1914 uppmanades kommendanten att ge upp den omoderna fästningen men vägrade. Efter en kort beskjutning med tungt artilleri stormades forten och tyskarna kunde tränga in i staden.

## Berömda byggnader
Bland äldre byggnader märks särskilt hallkyrkan Saint-Maurice från 1400-talet och kyrkorna Sainte-Catherine och Saint-Sauveur. Den stora Notre-Dame började byggas vid mitten av 1800-talet i nygotik. Bland andra äldre byggnader märks gamla börshuset, uppfört 1652-53 i flamländsk stil, befästningsverk uppförda av Sébastien Le Prestre de Vauban 1667-70 och den gamla stadsporten Porte de Paris, uppförd 1682-95.
Bland modernare byggnadsverk märks de av belgarna Thierry Verbiest och Michel Benoit designade internationellt uppmärksammade bostadsområdet Alma-Gare i Roubaix, museet för modern konst ritat av Roland Simounet 1983 och förstaden Villeneuve-d'Ascq, uppförd 1970, kongress- och affärscentrat Euralille, uppfört efter ritningar av Rem Koolhaas 1989-95, samt en om och tillbyggnad av konstmuseet Palais des Beaux Arts de Lille av Jean-Marc Ibos och Myrto Vitart 1997.

## Stad och storstadsområde
Staden Lomme slogs samman med Lille den 27 februari 2000, vilket i ett slag ökade Lilles invånarantal med nästan 30 000. Lille hade 225 789 invånare i början av 2007 på en yta av 40 km².
Det sammanhängande storstadsområdet på den franska sidan, Unité urbaine de Lille, hade strax över 1 miljon invånare i början av 2007 på en yta av 450 km². Området består av totalt 62 kommuner, varav de största är Lille, Roubaix, Tourcoing, Villeneuve-d'Ascq, Wattrelos och Marcq-en-Barœul.
Definitionen av den fulla storstadsregionen på den franska sidan, Aire urbaine de Lille, hade 1 164 716 invånare i början av 2006 på en yta av 975 km². Området består av ett centralt område med sammanhängande bebyggelse (cirka 1 miljon invånare) samt ytterligare 68 kommuner.
Det internationella storstadsområdet, som består av områdena runt Lille på den franska sidan och Kortrijk (Courtrai) på den belgiska, har ungefär 1,5-1,9 miljoner invånare, beroende på definition.

## Kända personer
- Charles de Gaulle, fransk general, president

## Befolkningsutveckling
Antalet invånare i kommunen Lille
| Referens: INSEE |

## Utbildning
- E-Artsup
- École pour l'informatique et les nouvelles technologies
- EDHEC Business School
- ESME Sudria
- Institut supérieur européen de gestion group
- IÉSEG School of Management
- SKEMA Business School